# Trebonià Gal
Gai Vibi Trebonià Gal (en llatí: Gaius Vibius Trebonianus Gallus) fou un emperador romà del 251 al 253. El seu regnat va estar marcat per una llarga sèrie de desastres, com ara l'epidèmia que va assolar l'Imperi Romà durant anys, les incursions dels bàrbars a les fronteres de l'imperi i la pèrdua (segons algunes fonts van tenir lloc durant el seu regnat) de Síria en favor dels sassànides i el saqueig d'Antioquia. Home d'indubtable qualitat administrativa i militar, el seu lema que va fer imprimir en les monedes va ser: Pax aeterna.

## Orígens
Trebonià era nascut a l'actual Monte Vibiano Vecchio (en l'actualitat pertanyent al municipi de Marsciano), en el si d'una família de rang senatorial, els Vibis. El seu pare era d'origen etrusc, i entre els seus avantpassats hi havia un Vibi Veldumnià (205 circa, ILS 6616), i també és possible que estigués emparentat amb Juni Veldumnià, cònsol del 272. Es va casar amb Afínia Gèmina Bebiana, amb qui va tenir un fill anomenat Volusià, i una filla anomenada Víbia Gal·la.
La seva carrera precedent a l'ascensió al tron va seguir l'habitual cursus honorum amb molts càrrecs polítics i militars. Després d'haver estat cònsol de l'any 250, fou nomenat governador de Mèsia, un càrrec que demostrava la confiança de l'emperador Deci li tenia.

## Ascens al tron
Tenia un alt comandament militar i el 251 fou enviat a lluitar contra la primera gran invasió dels gots a Mèsia i Tràcia, que havien ocupat Noval i Nicòpolis i havien arribat fins a Filipòpolis després de derrotar Deci i Volusià a Bèroe. El governador de Filipòpolis, Titus Juli Prisc, es va declarar emperador i l'emperador Deci va haver d'anar des d'Itàlia amb el seu fill Herenni Etrusc (cèsar) i les forces dirigides per Trebonià Gal; Prisc fou derrotat i també els gots i van reconquerir Filipòpolis, Noval i Nicòpolis, però tant Deci como Herenni van morir en la batalla contra els gots a Abritus a l'estiu del 251) i l'exèrcit va aclamar emperador al seu cap Trebonià Gal, l'actitud del qual a la batalla havia estat com a mínim sospitosa , però el senat romà el va reconèixer si bé el va obligar a adoptar a Hostilià, el fill sobrevivent de Deci.
Trebonià Gal va signar un tractat de pau amb els gots pel qual aquests es van retirar més enllà del Danubi, però podien conservar el botí i els captius i rebrien un tribut anyal. Aquest tractat va indignar tots els ciutadans de l'imperi però per uns mesos hi va haver tranquil·litat a les fronteres. En aquest temps es va produir una oportuna mort d'Hostilià, probablement a causa d'una epidèmia que assolava la ciutat. Va nomenar llavors cèsar al seu fill Volusià Gal, més conegut per Volusià. A Roma es va patir en aquest temps una epidèmia que va durar 14 anys.

## Política religiosa
Trebonià Gal va continuar amb la política de restauració dels cultes tradicionals encetada per Deci això va comportar algunes persecucions locals de cristians. A causa d'això el bisbe de Roma Corneli es va haver d'exiliar a Centumcellae, on va morir el 253; també es va exiliar el seu successor, Luci I, poc després de ser escollit i va tornar a Roma durant el regnat de Valerià I.

## Guerra amb els perses
L'emperador persa Sapor I va envair Armènia i va destruir un nombrós exèrcit romà, agafant-los per sorpresa a Barbalissos el 253. Després Sapur I va envair les províncies de Síria que havien quedat sense ningú que les defensés, va capturar tots els fortins de legionaris i va devastar les ciutats, inclosa Antioquia de l'Orontes, sense trobar oposició. Les invasions perses es van repetir durant l'any següent fins que un antic sacerdot anomenat Urani Antoni (anteriorment anomenat Sampsiceramus), que era descendent de la casa reial d'Emesa, es va enfrontar a Sapur i el va obligar a retirar-se. Llavors Urani Antoni es va proclamar emperador de la regió i va fer encunyar monedes amb la seva imatge i nom.

## Noves invasions: sàrmates i alamans
A finals del 252 van començar noves invasions. Primer els sàrmates a la zona de Dàcia que van incendiar el temple d'Àrtemis a Efes i després, molt més importants, les dels alamans que van travessar el Rin prop de Mannheim i van entrar a l'actual land de Renània-Palatinat; pel seu cantó els francs van arribar fins a Divodurum, Durocortorum i Lutècia.

## Deposició
Aquestes desgràcies i que l'emperador era mal vist pel poble pel seu tractat vergonyós amb els gots, van afavorir la revolta de Marc Emilià, governador de Pannònia i Mèsia que havia derrotat els gots que restaven en aquestes províncies, i les tropes el van aclamar emperador. Gal va enviar a la zona al general Valerià I, que va anar a Germània per reclutar un exèrcit, però les legions, hostils a Gal, van aclamar també a aquest general com a emperador.
Trebonià Gal i Volusià van marxar personalment a combatre a Emilià però els seus soldats es van passar al camp del rebel i van matar tant Trebonià Gal com Volusià a la vora d'Interamna (unes fonts diuen que va ser al febrer del 253, altres a l'agost del mateix any). Emilià no va gaudir durant gaire temps del títol d'emperador, car va morir també a mans dels seus soldats el mes d'agost i Valerià, que ja s'acostava, fou llavors ratificat pel senat i va nomenar cèsar al seu fill Gal·liè.